# Friedrich Wilhelm Schmidt (Prälat)
Friedrich Wilhelm Schmidt (* 12. Mai 1831 in Freiburg im Breisgau; † 6. Februar 1902 in Karlsruhe) war ein evangelischer Theologe und Prälat der Evangelischen Landeskirche in Baden.

## Leben und Beruf
Schmidt wurde in Freiburg als Sohn des Regimentsschreibers Johann Christian Schmidt und seiner Gattin Maria, geb. Fünfgelt, geboren. Da die Familie bald beruflich bedingt umzog, wuchs Schmidt in Ettlingen auf. Hier besuchte er die Volksschule und die Lateinschule, dann das Lyceum in Karlsruhe, wo er 1848 das Abitur ablegte. Dann studierte er Theologie in Heidelberg, Tübingen und später in Halle (Saale). Auch an den Universitäten in Berlin und Jena war er kurzzeitig. Nach seinem ersten Examen war er ab 1851 am Heidelberger Predigerseminar und wurde badischer Pfarrerkandidat. Sein Vikariat absolvierte er in Badenweiler. Dann war er als Pfarrer in Bühl und in Göbrichen (heute Gemeinde Neulingen) tätig. Seine erste ständige Pfarrstelle trat er 1860 in Weisweil an. Kurz zuvor heiratete er Maria Engler, die Tochter des Pfarrers von Mengen. 1868 wurde er Pfarrer in Ellmendingen bei Pforzheim, bevor er 1872 vom kommandierenden General des XIV. Armeekorps zum Militäroberpfarrer gewählt wurde. In jener Zeit verschaffte er sich große Sympathien, so dass er 1882 fast einstimmig zum Pfarrer der Ostpfarrei in Karlsruhe gewählt wurde. 1893 wechselte er in den Oberkirchenrat der Evangelischen Landeskirche in Baden und zwei Jahre später wurde er als Nachfolger von Karl Wilhelm Doll zum Prälat ernannt. Er leitete damit als geistlicher Leiter zusammen mit dem Präsidenten des Oberkirchenrats, Friedrich Wielandt, die badische Landeskirche. Wegen eines Augenleidens bat er 1900 um Versetzung in den Ruhestand, was ihm gewährt wurde. Er blieb aber noch außerordentliches Mitglied des Oberkirchenrats. Sein Nachfolger als Prälat wurde Albert Helbing. Schon ein gutes Jahr nach Eintritt in den Ruhestand verstarb Schmidt im Februar 1902 an den Folgen eines Herzleidens.

## Ehrenämter
Neben seiner hauptberuflichen Tätigkeit war Schmidt auch ehrenamtlich tätig. So war er unter anderem Vorsitzender des Mutterhauses für Kinderschwestern und des Diakonissenhauses in Karlsruhe. Er arbeitete ferner in der Stadtmission und im Badischen Frauenverein mit. Darüber hinaus war Schmidt Vorsitzender der Evangelischen Konferenz. Von 1871 bis zum Eintritt in den Oberkirchenrat war Schmidt auch Mitglied der Synode der Evangelischen Landeskirche.
Für seine Leistungen wurde er mit dem Titel D. h. c. geehrt.
| Personendaten    | Personendaten                    |
| ---------------- | -------------------------------- |
| NAME             | Schmidt, Friedrich Wilhelm       |
| KURZBESCHREIBUNG | deutscher evangelischer Theologe |
| GEBURTSDATUM     | 12. Mai 1831                     |
| GEBURTSORT       | Freiburg im Breisgau             |
| STERBEDATUM      | 6. Februar 1902                  |
| STERBEORT        | Karlsruhe                        |